# NGC 6850
NGC 6850 (również PGC 64043) – galaktyka spiralna z poprzeczką (SB0-a), znajdująca się w gwiazdozbiorze Lunety. Odkrył ją 9 czerwca 1836 roku John Herschel.
W galaktyce tej zaobserwowano supernową SN 1984K.